# Polycyrtus semirufus
Polycyrtus semirufus är en stekelart som beskrevs av Szepligeti 1916. Polycyrtus semirufus ingår i släktet Polycyrtus och familjen brokparasitsteklar. Inga underarter finns listade i Catalogue of Life.